# Салгирская опытная помологическая станция
Салгирская опытная помологическая станция, дореф. орф. Плодоводственная станция в имении Салгирка - сельскохозяйственное научное и учебное учреждение садоводства, которое располагалось в имении «Салгирка» в предместьях Симферополя. Оно функционировало с 1 января 1913 по 1935 год. Организатором и первым его директором стал С. А. Мокржецкий. В составе учреждения были микологический, энтомологический, помологический кабинеты, химическая лаборатория, метеорологическая станция и гидромодульный отдел. В апреле 1914 года в него вошла созданная в 1897 году Салгирская школа садовых рабочих. После установления советской власти в Крыму власти станция была расширена, увеличилось количество сотрудников. Она находилась с 1922 года в составе Крымского сельскохозяйственного института сельскохозяйственных отраслей. В 1935 году станция была ликвидирована, а её материально-техническая база передана Крымскому сельскохозяйственному институту.

## История

### Предыстория. Салгирская школа садовых рабочих

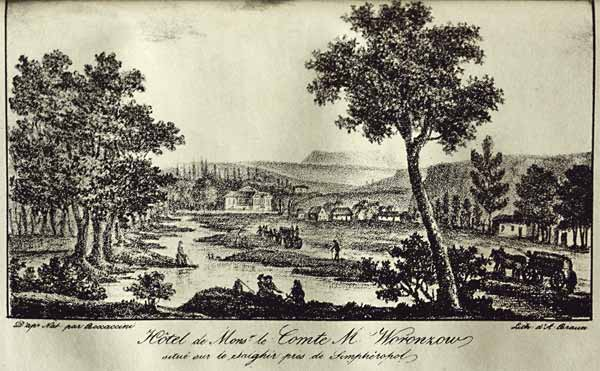
Вид на дворец графа Воронцова. Ш. А. Монтандон «Путеводитель путешественника по Крыму». Одесса, 1834. Литография по рисунку с натуры А. Фаццарди

1890-1910 годы в Таврической губернии был создан ряд научных и исследовательских организаций. Одним из них позднее стала и Салгирская опытная помологическая станция. Инициатором выступил Симферопольский отдел Императорского российского общества садоводства. В 1895 году группа учёных, состоящая из Н. Н. Бетлинга, И. И. Штавана и А. Х. Стевена, выступила за приобретение в казну имения «Салгирка» на окраинах Симферополя (ныне Ботанический сад им. Н. В. Багрова Крымского федерального университета им. В. И. Вернадского). Имение было выкуплено благодаря активному участию Александра Христиановича Стевена, занимавшего пост товарища  (заместителя) министра земледелия. 1 октября 1897 года там была открыта Салгирская школа садовых рабочих,  задачей которой была подготовка квалифицированных садовников. Создание помологической станции отложили на неопределенное время.
В 1907 году в Таврической губернской земской управе прошли совещания, посвященные организации опытной помологической станции и были намечены задачи учреждения, определен штат. Станция должна была «служить разработке вопросов степного плодоводства юга России». Результатом стала докладная записка, представленная в Департамент земледелия Государственной Думы. 9 июня 1912 года последовало высочайшее утверждение, одобренное Государственным советом и Государственной Думой, «об учреждении с 1 января 1913 года опытной плодоводственной станции в казенном имении «Салгирка».

### Организация станции

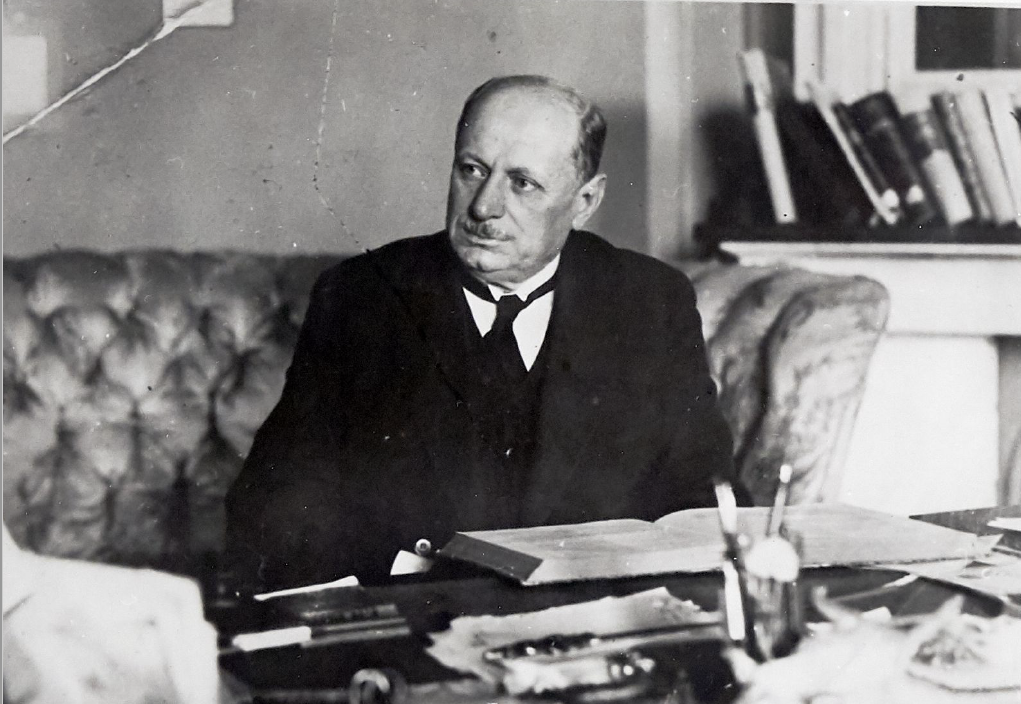
Первый директор станции С. А. Мокржецкий. Позднее фото польского периода

Организация работы и разработка программных документов была выполнена российским энтомологом польского происхождения С. А. Мокржецким (1865-1936). Деятельность ученого во главе учреждения были впоследствии отмечены наградами и продвижением по службе.
В 1913 году от школы садоводства станция получила 6 зданий, главным из которых был особняк М. С. Воронцова, построенный таврическим гражданским губернатором Д. В. Нарышкиным. Здание находилось в плохом состоянии, ремонт не проводился с 1980-х годов. С. А. Мокржецкий подготовил проект реконструкции сооружения для адаптацию к целям станции. Ремонтные работы проходили весной - осенью 1914 года (с мая 1913 года станция временно находилась в доме Абрикосова, ныне - ул. Воровского, 26). В доме Воронцова после ремонта в подвале обустроили квартиры сторожей, плодохранилища, фотографическую комнату. На этаже размещались помологический кабинет, библиотека, зал заседаний, аудитория на 50 мест, фитопатологический кабинет, канцелярия, энтомологический кабинет, кабинет директора станции (там же музей), приемная комната для приезжающих. Было проведено электричество. 
После создания помологической станции в имении «Салгирка» располагалось два учреждения, что вызывало различные конфликты. Основной причиной был недостаток на территории имения земли для посадок. В апреле 1914 года на заседании Симферопольского отдела Императорского российского общества садоводства развернулись ожесточенные дебаты по поводу будущего этих двух учреждений. Было принято решение об обеспечении станции дополнительным земельным участком, средствами и персоналом. Имение «Салгирка» целиком поступило в ведение опытной помологической станции.
В 1919 году был утвержден устав Салгирской опытной плодоводственной станции Министерства земледелия Крымского краевого правительства, по которому станции ставились  задачи: «1) работа по улучшению садоводства в Крыму; 2) разведение лекарственных трав, нужных в особенности для армии; 3) разведение огородных маточных растений для огородов, необходимых как армии, так и всему остальному населению; 4) школа садоводства обучает крестьянских детей садоводству, огородничеству и виноградарству; 5) станция отвечает на запросы хозяев, касающиеся садоводства, огородничества, лекарственных трав, и дает указания по борьбе с вредными насекомыми и грибными болезнями. [...] Местом гуляния станция не служит. Вход же в школу садоводства и Воронцовскую рощу открыт для публики ежедневно до 6 часов вечера»

### Структура, исследовательские и селекционные работы станции
Вокруг нового дома директора был заложен арборетум, дендрологический участок. Станции достались старые деревья из парка Воронцова: плакучая ель и хвойные деревья перед фасадом главного здания; канадская, пирамидальная, плакучая, шаровидная константинопольская шелковицы; алея из диких каштанов. Началось возведение новых сооружений. Планировалась постройка домов для директора, младших служащих, здания для различных служб, двухэтажного дома для пяти помощников, холодильника для опытов, оранжереи, вегетационного домика. Из-за начавшейся Первой мировой войны были построены только первые три здания. Был восстановлен забор вокруг имения, проложены дороги, водопровод, создан пруд.  

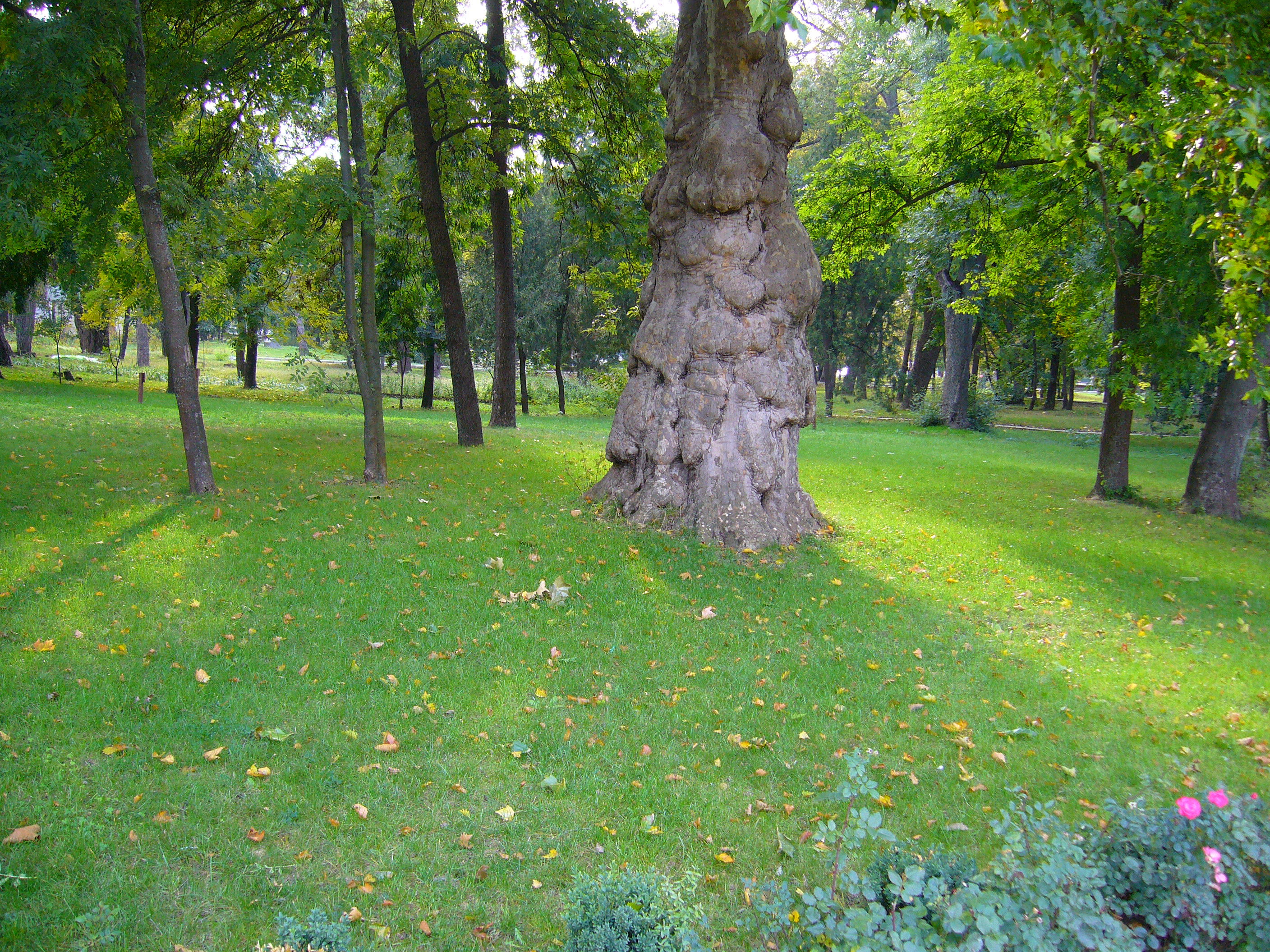
Платан восточный
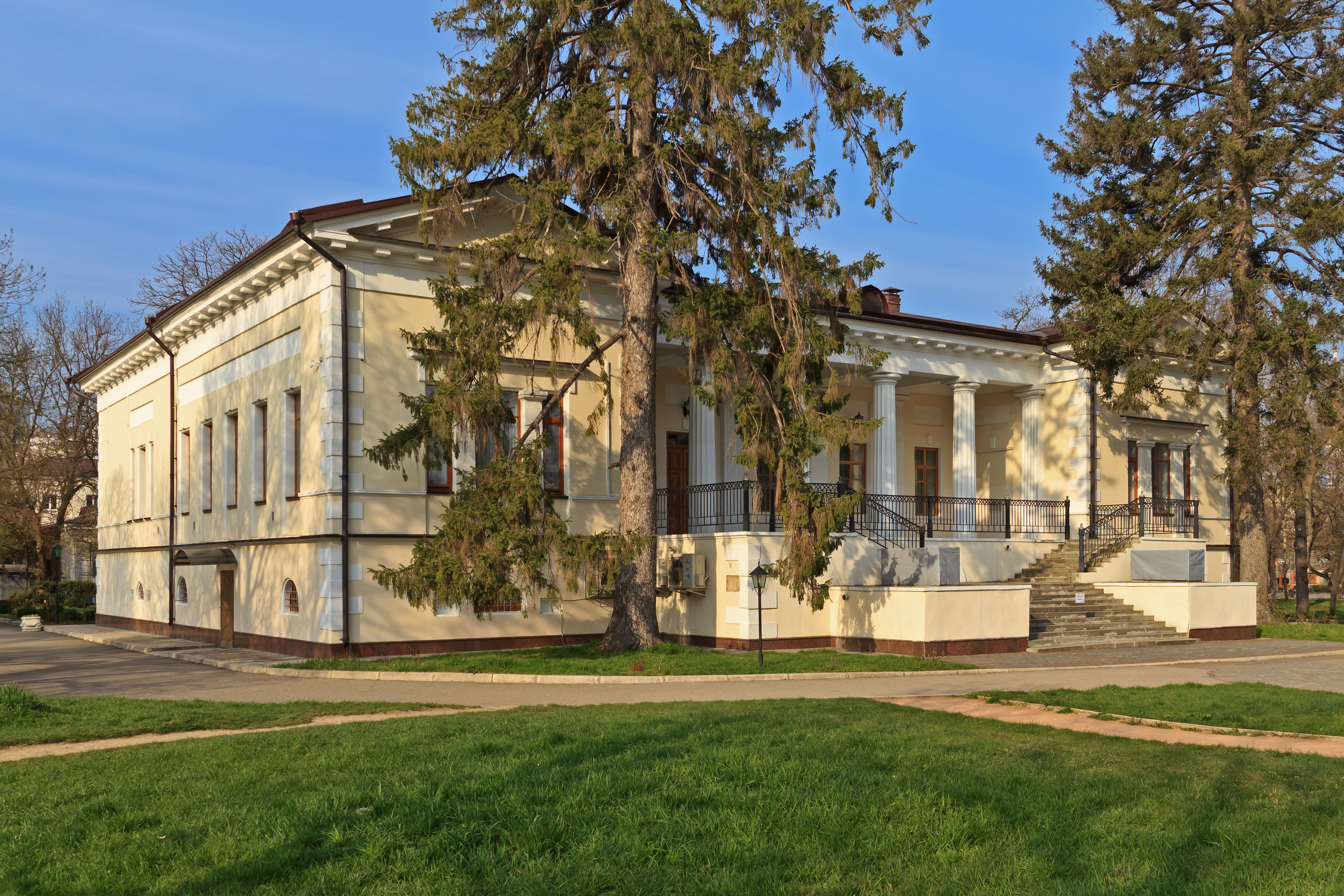
Дом Воронцова (1826, архитектор: Ф. Эльсон)
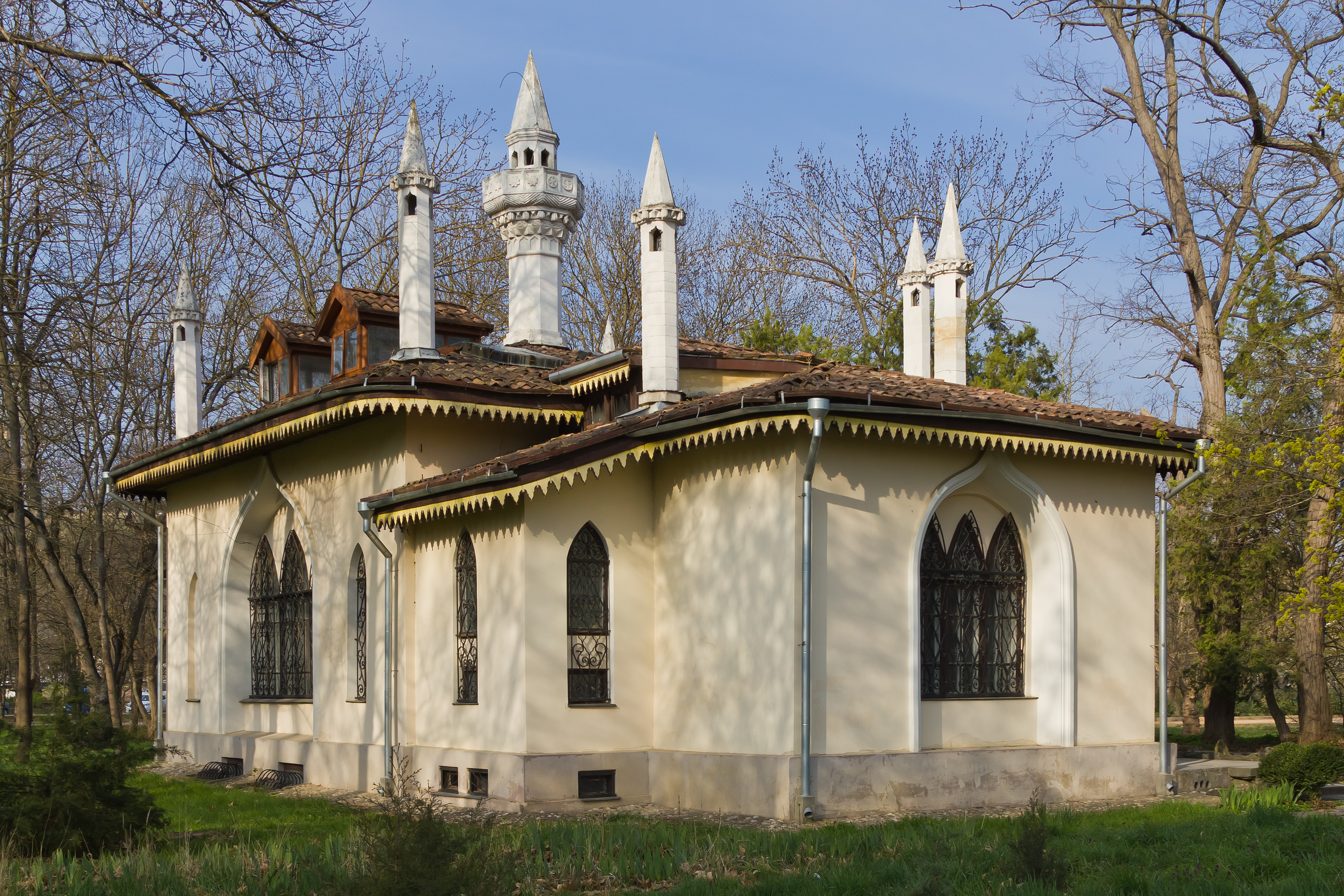
Кухонный корпус дома Воронцова (1826, архитектор: Ф. Эльсон)

Были проведены значительной работы по омоложению садов, раскорчевке старых насаждений. Вокруг дома Воронцова был заложен помологический сад и посажены различные сорта аборигенных плодовых деревьев. Закупались саженцы в США и Франции: американские кребы, сеньжульены, алычи, Сотрудники станции вели научно-исследовательскую работу. Помологический кабинет возглавлял И. Л. Бедельян. Особое внимание уделялось исследованию автохтонных диких родственных форм плодовых деревьев с целью получения устойчивых подвоев. А. А. Немиров в течение лета 1915 года занимался сбором в лесах горного Крыма гербария дикорастущих плодовых деревьев, всего было собрано около 200 единиц. Сотрудниками помологического кабинета велись исследования возможности использования колодезной воды для полива плодовых растений в Крыму. Ученые этого подразделения станции в течение 1914-1915 годов подготовили ряд научных трудов.
Микологический кабинет был открыт на станции 1 мая 1913 года. Здесь изучались вопросы фитопатологии садовых культур. Заведовал кабинетом Иван Епифанович Барбарин, который занимался изучением микологического разнообразия Крыма и вредителей культурных растений, проводил опыты по применению фунгицидов. Был собран и обработан материал по микологии Крыма (около 400 видов). С началом Первой мировой войны И. Е. Барбарин был призван на фронт, работа кабинета продолжалась состоящими при нем практикантами, однако уже не была столь значимой. И. Е. Барбарин трудился в военном госпитале бактериологом, скончался 5 декабря 1916 года после непродолжительной тяжелой болезни.
Энтомологический кабинет был организован одновременно со станцией, возглавлял его директор С. А. Мокржецкий, активное содействие ему оказывал А. П. Брагин. Здесь изучалась биология садовых и огородных растений, их паразитов; велась разработка методов борьбы с вредителями. Велась подготовка практикантов по прикладной энтомологии. 
В конце сентября 1914 года на территории «Салгирки» была открыта метеорологическая станция, задачами которой было наблюдение за климатическими условиями и их влиянием на рост и урожай садовых культур. Также здесь проводилось изучение различных природных явлений, негативно влияющих на растения.
Трудней прошла организация химической лаборатории. Ее создание было поручено Т. А. Зилесу, который длительное время будучи в штате, одновременно продолжал обучение в Петрограде. Возник конфликт, закончившийся его увольнением. После этого организация лаборатории в 1915 году была поручена Николаю Александровичу Григоровичу. Ученый переехал в Крым из Харькова из-за туберкулеза, которым он заболел в 1914 году. Химическая лаборатория помологической станции была размещена в соседнем с домом Воронцова здании, кухне поместья. Ранее в этом помещении находилась библиотека школы садоводства. В 1916 году здесь были проведены ремонтные работы с приспособление здания под нужды лаборатории. Были проложены газовые и водопроводные трубы, проведено электричество, установлены вытяжные шкафы. Всего в помещении насчитывалось 6 комнат: общая химическая, лаборантская, весовая, кабинет химика, азотная и моечная. Н. А. Григорович проводил в лаборатории изучение химических процессов растений, среды их обитания, влияния физического воздействия на растения, а также вел разработку различных препаратов, необходимых в сельском хозяйстве. В связи с условиями военного времени в лаборатории велись работы по изучению лекарственных свойств растений.
Весной 1915 года был открыт гидромодульный отдел, занимающийся искусственным орошением и  оросительными системами. Были определены нормы полива культур, произрастающих на станции. 
В 1917 году Салгирская помологическая станция стала участником образованной Таврической научной ассоциации. С. А. Мокржецкий возглавил новое научное объединение. Активным членом организации был также Н. А. Григорович. 

### В Первую мировую войну и Гражданскую войну
После начала Первой мировой войны помологическая станция оказывала содействие обороне. Многие сотрудники были призваны в армию. Работники станции проводили сушение, консервирование фруктов для раненных и больных солдат. Учреждение сотрудничало с консервной фабрикой братьев Абрикосовых, которое располагалось неподалеку (ныне район центрального автовокзала в Симферополе). Был заложен питомник лекарственных растений, где выращивались клещевина, шафран, белена, наперстянка и т. д. Велись разработки, направленные на борьбу с вредителями запасов муки и зерна, заготовляемых для армии, а также с паразитами человека (вши, клопы, блохи, клещи).
Военные действия затрудняли деятельность станции. Значительное подорожание продуктов питания на полуострове вынудило местные органы власти создать летом 1917 года на станции хозяйственную комиссию, в задачи которой входило: «а) наблюдение за правильным ведением работ, как по общему хозяйству, так и по садоводству, огородничеству, лекарственным культурам; б) наблюдение за правильным распределением и применением постоянной и поденной рабочей силы по работам станции и школы; в) наблюдение за правильным и экономным расходованием всякого рода материалов, включая посевные и кормовые; г) наблюдение за своевременной и правильной обработкой садовых и огородных плантаций; д) учет и наблюдение за правильным хранением, применением и расходованием продуктов, получаемых с садоводства, огородничества и лекарственных растений; е) выяснение рыночных и установление местных цен на приобретаемые и продаваемые станцией разного рода материалы, продукты и инвентарь; ж) наблюдение за правильным производством расходов на хозяйственно-операционные нужды станции и поступлением в кассу станции выручаемых от продажи продуктов производства станции; з) выяснение и своевременное представление заведующему станцией сведений о суммах, потребных на хозяйственно-операционные расходы следующего года, и следить за правильностью работ и принимать соответствующие меры в случае неправильного исполнения обязанностей рабочими».

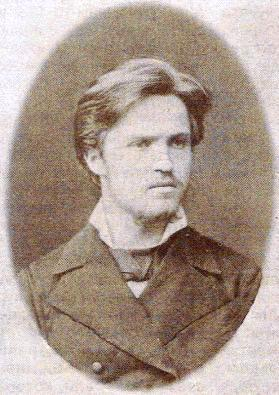
Помолог станции в 1918-1922 года, позднее академик ВАСХНИЛ В. В. Пашкевич (1857-1939)

В августе 1917 года директор станции вновь поднял вопрос о выделении дополнительных 35 десятин земли для нужд учреждения, так как большинство земель были заняты культурами, выращиваемыми для армии. Решение по этому вопросу не было принято в связи с гражданской войной. Вскоре с новой силой разгорелся конфликт между С. А. Мокржецким и руководством Школы садоводства. Зимой 1918 года был поднят вопрос о разделении территории. Была организована специальная комиссия, которая провела ревизию дел школы. В это же время на земли имения «Салгирка» появился новый претендент - агрономический факультет вновь организованного в 1918 году Таврического университета. Его руководство планировало создать на базе «Салгирки» ботанический сад. Поддержал эту идею симферопольский городской голова В. А. Иванов, ученый-почвовед Н. Н. Клепинин; против выступил коллектив помологической станции, хотя Мокржецкий стал доцентом университета. Окончательное решение не было принято.
Во время гражданской войны С. А. Мокржецкий по мере сил боролся за сохранение коллектива, ходатайствовал перед представителями быстро сменявшихся в Крыму властей с просьбами об освобождении сотрудников от мобилизации. Директор просил разрешить ношение оружия работниками станции и организовать охрану имущества, причиной тому были несколько попыток грабительских нападений. В годы революции помологическая станция оставалась единственным действующим заведением подобного рода в стране. В марте 1919 года на станции числилось 32 работника: помолог Василий Васильевич Пашкевич, миколог Сергей Львович Стрелин, химик Николай Александрович Григорович, ученый-садовод Александр Александрович Немиров. Была собрана профильная библиотека, опись её книг сохранилась в ГАРК. Библиотекой пользовался проживавший в доме Воронцова весной — осенью 1920 года Владимир Иванович Вернадский. 
26 мая 1920 года ученый записал в своем дневнике: «Сижу на балконе старого Воронцовского дворца, переустроенного с сохранением стиля Мокржецким. Холодное ясное утро после нескольких дождливых дней с грозами. Всюду звуки — птиц, домашней, близкой деревни, дороги, отдающихся во влажном воздухе. [...] Встаю рано, ложусь рано. В 9-м часу уже в постели, в 5-м уже встаю. Нет достаточного света — нет керосина, плохая лампа. Приходится приноровляться. Ниночка (дочь ученого) сегодня не ночевала дома. Вечером ходить здесь небезопасно — из-за собак».

### При советской власти
Перед захватом Крыма войсками Фрунзе 29 октября 1920 года первый директор С. А. Мокржецкий навсегда покинул полуостров, оставив свой архив и все наработки за длительное восемнадцатилетнее пребывание в Симферополе. Станция оказалась в крайне сложном положении. 31 мая 1923 года Президиумом КрымЦИК было принято решение о передаче территории учреждения создаваемому Крымскому институту специальных культур, за станцией сохранялся статус опытно-исследовательского учреждения. К апрелю 1924 года было принято решение о ликвидации этого заведения, с сентября 1925 года Крымский институт специальных культур был слит с Северо-Кавказским сельскохозяйственным институтом. Станция снова стала самостоятельной организацией.
В 1925 году была проведена реорганизация, после которой учреждение стало именоваться Салгирской опытной плодоводственной станцией, была принята новая программа работы. Перед учреждением стояли следующие задачи: «1) обследование Крыма в садовом отношении; 2) сортоизучение и сортовыведение; 3) вопросы орошения; 4) подвоев; 5) обрезки; 6) степного плодоводства; 7) междурядной культуры» [16, с. 154]. Возглавлял станцию профессор А. Н. Казанский, должность помолога занимал В. А. Колесников, который обследовал станцию, определил сорта деревьев, произрастающих на ее территории.  
В 1928 году Салгирская опытная плодоводственная станция была преобразована в Салгирскую садово-огородную областную станцию. В 1930 году в ведомство учреждения входили территории не только бывшего имения «Салгирка», а также земли в Кара-Кияте (ныне Грушевое) и в ряде крупных совхозов и колхозов в различных районах полуострова. Станция вела работу по изучению садово-огородных почв Крыма, водного и питательного режима почв; проблемы питомниководства (поиск засухоустойчивых и морозоустойчивых подвоев); биологии плодового дерева; работы по вопросам стандартизации съемки и сортировки, упаковки и хранения; проблемы огородничества  Если в 1929 году штат станции состоял из 11 человек, из которых 5 являлись специалистами в различных областях сельского хозяйства, то в 1930 году количество штатных сотрудников было увеличено до 26 человек. Кроме того, было задействовано 16 сверхштатных рабочих и около 20 студентов-практикантов Крымского государственного педагогического института им. М. В. Фрунзе. Директором станции в это время был П. Соляников.
В 1930 году было принято решение о восстановлении учебного заведения агрономического профиля в Крыму, и уже 1931 году начались активные работы по организации Крымского сельскохозяйственного института. 11 апреля 1932 года Крымский СНК принял решение о перенесении Салгирской садово-огородной областной станции из «Салгирки» в двухнедельный срок и освобождении помещений для нужд института. Однако станция прекратила свое существование лишь в начале 1935 года, когда все имущество учреждения было передано в ведение института и заложило материальную базу Крымского сельскохозяйственного института.

## Публикации
- Мокржецкий С. А. Салгирская помологическая станция: краткий очерк ее деятельности за 1913-1915 организационные годы. Симферполь: Типография Таврического губернского земства, 1916. 40: ил.
- Естественно-историческая хроника Крыма // Записки Крымского общества естествоиспытателей и любителей природы. Т. 8. Симферополь, 1925. Т. 8. С. 147-160.
- Колесников В. А. Ориентировочный сортимент плодовых пород для Крыма // Труды Салгирской опытной подоводственной станции. 1927. Вып. 2. С. 65-77.
- Колесников В. А. Основания организации Салгирской станции и ее работы за 1924-1925 годы // Труды Салгирской опытной плодоводственной станции. 1926. Вып. 1. С. 74.